# Stazione di Minami-Fukuoka
La stazione di Minami-Fukuoka (南福岡駅?, Minami-Fukuoka-eki) è una stazione ferroviaria di Fukuoka, e si trova nel quartiere di Hakata-ku. La stazione è servita dalla linea principale Kagoshima della JR Kyushu. Fino al 1966 la stazione era chiamata Zasshōnokuma (雑餉隈駅?).

## Linee e servizi ferroviari
JR Kyushu
■ Linea principale Kagoshima

## Struttura
La stazione è dotata di due banchine a isola e una laterale con cinque binari passanti totali in superficie. Tutti i marciapiedi possiedono ascensori che portano al mezzanino al piano superiore. Il fabbricato è costituito da un edificio di nove piani, adibito a condominio dal secondo al nono, e contenente esercizi commerciali per i primi due piani.
| 1-2   | ■ Linea principale Kagoshima |  | per Hakata, Akama, Orio e Kokura |
| 3-4-5 | ■ Linea principale Kagoshima |  | per Futsukaichi, Tosu e Ōmuta    |

## Stazioni adiacenti
| «                          | Servizio                   | »                          |
| Linea principale Kagoshima | Linea principale Kagoshima | Linea principale Kagoshima |
| -------------------------- | -------------------------- | -------------------------- |
| Sasabaru                   | Locale                     | Kasuga                     |
| Hakata                     | Semirapido1                | Ōnojō                      |
| Hakata                     | Rapido                     | Ōnojō                      |

- 1: Alcuni treni nelle ore di punta fermano anche a Sasabaru